# Красново (Польща)
Красново (пол. Krasnowo) — село в Польщі, у гміні Сейни Сейненського повіту Підляського воєводства.
Населення — 62 особи (2011).
У 1975-1998 роках село належало до Сувальського воєводства.

## Демографія
Демографічна структура станом на 31 березня 2011 року:
|          | Загалом | Допрацездатний вік | Працездатний вік | Постпрацездатний вік |
| -------- | ------- | ------------------ | ---------------- | -------------------- |
| Чоловіки | 26      | 7                  | 14               | 5                    |
| Жінки    | 36      | 8                  | 19               | 9                    |
| Разом    | 62      | 15                 | 33               | 14                   |